# UA (歌手)
UA（1972年3月11日—），本名长谷川歌织（日语：／ Hasegawa Kaori），舊姓嶋（日语：／ Shima），日本女性創作歌手，大阪府吹田市出身。1995年在Speedstar Records下以《Horizon》出道。
1996年和演員村上淳结婚，1997年兒子村上虹郎出生；2006年离婚。2008年8月女兒出生，9月與前模特兒的全方位創作人長谷川琵修再婚。

## 唱片
- 11 (1996)
- Ametora (1998)
- Turbo (1999)
- Dorobō (2002)
- Sun (2004)
- Breathe (2005)
- Golden Green (2007)
- Atta (2009)

## 來源
1. ↑  . Tokyograph. 2008-05-05  [2010-04-22]. （原始内容存档于2010-09-29）.
2. ↑  . 朝日新聞. 2008-11-13  [2011-02-14]. （原始内容存档于2011-09-02）.